# Убивство (фільм, 1987)
«Убивство» (англ. Assassination) — американський бойовик за участю Чарлза Бронсона.

## Сюжет
Відбуваються підозрілі вбивства людей з найближчого оточення дружини президента. До неї на всякий випадок приставляють особливого охоронця зі служби безпеки.

## У ролях
- Чарльз Бронсон — Джей Кілліона
- Джилл Айрленд — Лара Ройс Крейг
- Стівен Елліот — Фіцрой
- Джан Ган Бойд — Шарлотта Чонг
- Ренді Брукс — Тайлер Лодермілк
- Ерік Штерн — Едді Бракен
- Майкл Ансара — сенатор Гектор Бунзена
- Джеймс Стейлі — Бріггс
- Кетрін Лі Скотт — Поллі Сімс
- Джеймс Ейксон — Осборн Вімс
- Джим МакМуллан — Блискавка
- Біллі Хейс — Прітчард Янг
- Вільям Прінц — Х. Х. Ройс
- Чарльз Хоуертон — президент Калвін Крейг
- Кріс Алькайде — головний суддя
- Джек Гілл — Керрі Фейн
- Міша Хауссерманн — Данциг
- Роберт Аксельрод — Фінні
- Пітер Люпус — диктор ТБ
- Лора Стефенс — жінка репортер телебачення
- Беверлі Томпсон — Джун Меркель
- Наталі Александр — Клер Томпсон
- Лінда Харвуд — Саллі Мур
- Міхоко Токоро — репортер
- Сьюзен Томпсон — журналіст
- Артур Хендел — Бертон
- Джон Сальві — Платт
- Френк Загаріно — водій секретної служби
- Тоні Борджиа — підривник
- Пол МакКаллум — Сенді Отт
- Роберт Дауделл — капітан Огілві
- Вівіан Таус — покоївка
- Джейсон Скура — капітан Хаммонд
- Девід Л. Білсон — Воллі Мен
- Ларрі Селлерс — Індіанець Джо
- Елізабет Лорен — Мунбім
- Люсіль Блісс — старуха
- Джон Хокер — швейцар
- Дж. Майкл Паттерсон — провідник
- Джеймс Френк Кларк — машиніст
- Ед Левітт — агент ФБР
- Майкл Велден — агент ФБР
- Гарі Пінкстон — Barstow Team Member (в титрах не вказаний)
- Кайл Дж. Вуд — Оператор в Білому домі (в титрах не вказаний)